# 宇都宮三郎
宇都宮 三郎（うつのみや さぶろう、1834年11月15日（天保5年10月15日） - 1902年（明治35年）7月23日）は幕末・明治初期の洋学者・軍学者・化学工学者・技術者である。別名に宇都宮鉱之進など。

## 経歴

### 青年期
天保5年10月15日（1834年11月15日）、御本丸番を務めていた尾張藩士の神谷半右衛門義重の三男として、名古屋城下町の車道（現・愛知県名古屋市中区新栄3丁目）に生まれた。幼名は神谷銀次郎重行。神谷家は三河国碧海郡に源を持ち、父の神谷半右衛門義重は始祖の神谷正三から数えて7代目に当たる。慶長19年（1614年）の大坂冬の陣、慶長20年（1615年）の大坂夏の陣の際、神谷正三は徳川家康に付き従っている。
少年期には尾張藩の藩校である明倫堂で孝経や論語などを学んだ。15歳頃の嘉永2年（1849年）には父が隠居し、兄の神谷定左衛門が家督を相続したのを機に、姓を本姓の宇都宮に、名を小金次に、すなわち宇都宮小金次に改めた。宇都宮は武術を好んでおり、甲州流軍学や伝統的な砲術を学んでいたが、やがて西洋砲術家の上田仲敏（上田帯刀）の門人となった。同じ上田門下には2歳年上の柳河春三がいた。また、この頃には舎密に興味を抱き、宇田川榕菴が著した化学書『舎密開宗』を独学するなどしている。

### 幕末の活動
嘉永6年（1853年）の黒船来航後には江戸出張を命ぜられ、浜御殿隣りの尾張藩邸内に砲台を築き、着発弾の開発に当たった。安政4年（1857年）には尾張藩から帰国を命じられるが従わず、尾張藩を脱藩した。脱藩の際には通称を宇都宮鉱之進、実名を宇都宮義綱に改めた。安政5年（1858年）には江戸幕府の大砲製造を指導した。万延2年（1861年）、勝海舟の奨めで幕府の蕃書調所（後に洋書調所）に勤め、講武所でも大砲・銃・火薬の製造を指導した。
慶應元年（1865年）、精錬所を化学所、精錬方を化学方と改称するよう提案し、「化学」という用語が初めて公式に採用された。オランダ語の「Chemie」、英語の「Chemistry」はもともと「舎密」（舎密学）と訳されていたが、この後には化学という訳語が普及することになった。なお、これ以前には万延元年（1860年）に川本幸民の訳書『化学新書』でも用いられている。
江戸では洋学者の柳河春三、蘭学者の桂川国興、思想家の福澤諭吉らと親交があった幕末期には蘭医の桂川家によく出入りし、しまいには邸内に西洋館を建てて住んでいたという。今泉みねの著書『名ごりの夢』には宇都宮の奇人ぶりを示すエピソードが多く記されている。
慶応元年（1865年）から慶応3年（1867年）の第2次長州征伐の際に脊髄を痛め、療養中に明治維新を迎えた。宇都宮の病気は重く、石黒忠悳を通して死後の解剖（献体）を願い出るほどであったが、1869年（明治2年）に回復し、開成学校の教官となった。同年には大澤貞と結婚したが、貞との間に子はおらず、宇都宮家は一代で途絶えた。貞は建築家の大澤三之助の姉である。

### 工部省時代

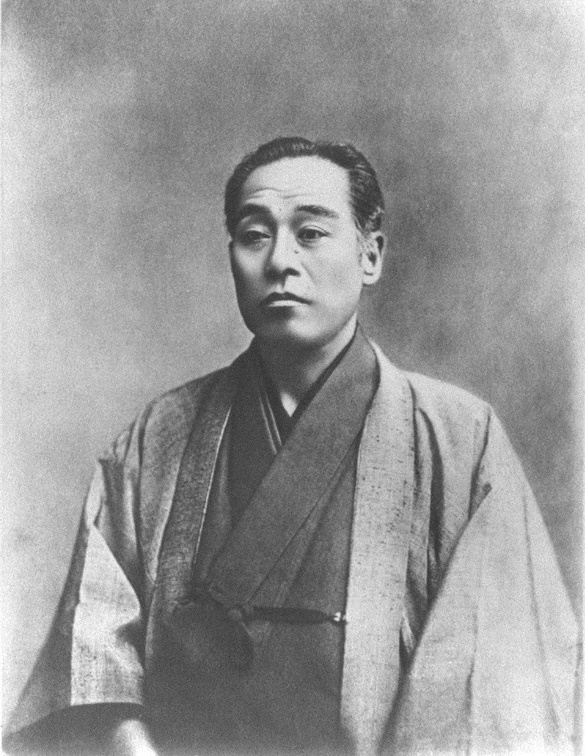
友人だった福澤諭吉

明治維新後には宇都宮三郎という名前を用いている。1872年（明治5年）には工部省の技師となった。鉄道や港湾の建設に必要なセメントの国産化に取り組み、官営深川セメント製造所を建設、国産初のポルトランドセメントの製造に成功した。1882年（明治15年）6月、工部大技長となる。この間に2度の欧米出張を行った。1884年（明治17年）6月、肺病を理由に工部大技長を辞官し、以後は主に民間工業の育成に尽した。工部卿の伊藤博文に辞表を出したとき、「そのまま静養したら数ヶ月過ぎれば恩給が出る」と言われたが、「それは大変だ。すぐに辞めさせてもらいたい」と答えたという。
同年齢の福澤諭吉とは友人関係にあったが、几帳面な福澤とは違って宇都宮の性格は大雑把だった。福澤の長男である福澤一太郎は、「亡父は食事の時刻が非常に厳重であった 先生は之に引替え飯時を少しも構わない」、「亡父は間食を致しませんでしたが先生は之とは大反対で談話の興に乗ずれば菓子など若い者を驚愕させるほど食べる」と語っている。福澤の紹介で交詢社入りし、1879年（明治12年）には銀座煉瓦街に持っていた私邸と土地を寄附した。
1881年（明治14年）には日本で初めて生命保険に加入した。明治安田生命保険には第1号の保険証書が保管されている。宇都宮はまもなく肺病にかかったことから、自分が死ぬと会社が2000円の損害を受けると考え、掛金を払わずに契約を解消しようとした。数年後、親戚がひそかに掛金を払い続けていたことを知ると、宇都宮は30年分の保険料を前払いし、親戚に掛金を返済したという。

### 化学者としての活動
セメントの他、炭酸ソーダ、耐火煉瓦の国産化などに当たり、日本での化学工業界の先駆者として貢献した。
1895年（明治28年）2月には神谷傳兵衛とともに、東京市芝区三田豊岡町に酒類醸造試験所（後の酒類醸造研究所）を設立した。同年12月4日には糖蜜原料酒醸造法によって特許を得ている。

### 死去

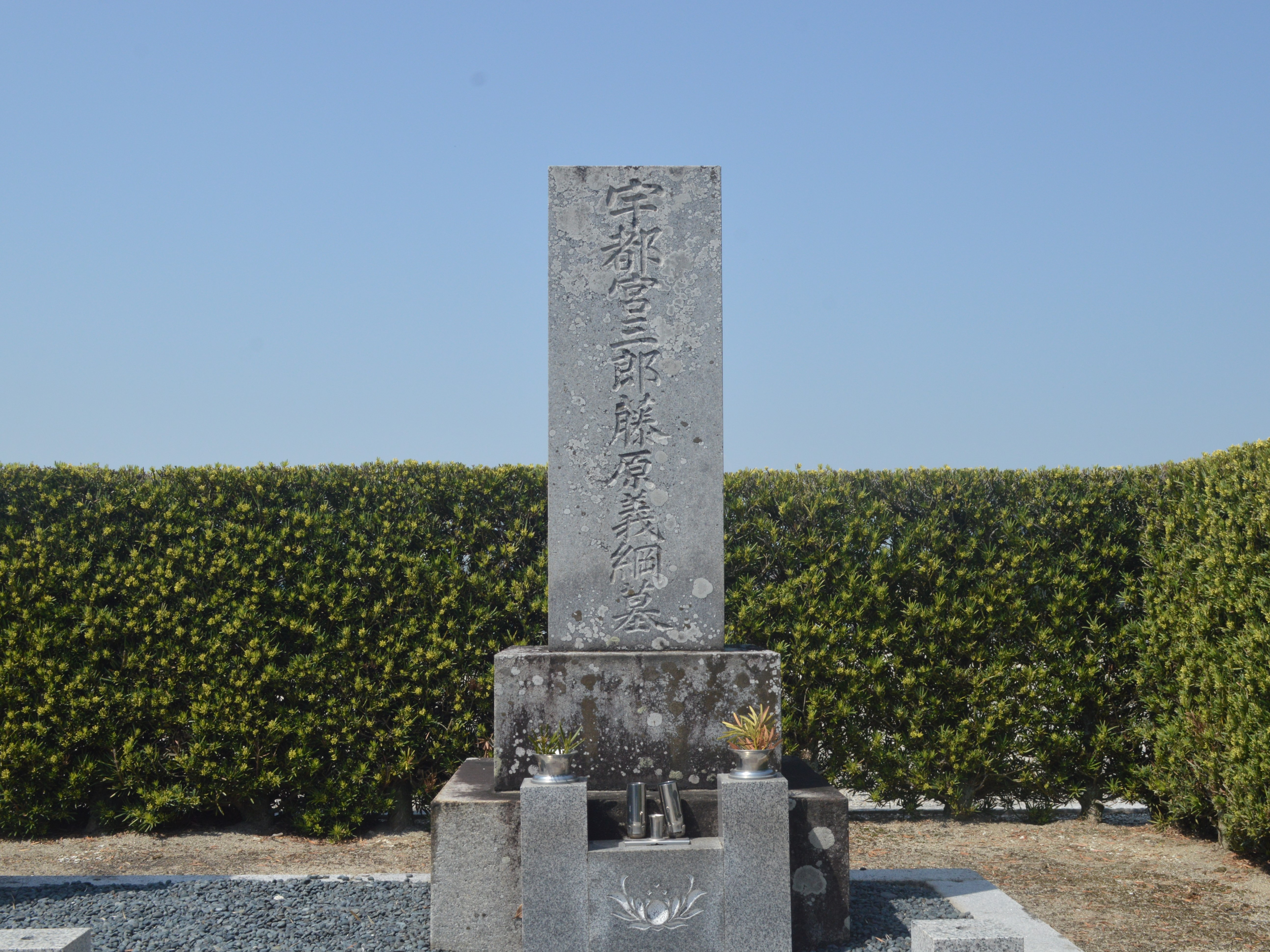
幸福寺にある墓

晩年には海軍軍人の秋山真之に対して甲州流軍学を教えたという。1901年（明治34年）11月11日、勲四等旭日小綬章を受けた。1902年（明治35年）7月23日に死去した。先祖ゆかりの地である愛知県碧海郡畝部村（現・豊田市）の幸福寺に、自ら考案した腐敗防止装置付きの棺に納められて葬られた。
小説家の渡辺淳一は1975年（昭和50年）の小説『白き旅立ち』で、日本で初めて献体を行ったとされる女性美幾と宇都宮三郎をフィクションとして描いている（美幾の項を参照）。
2014年（平成26年）には日本化学会によって、早稲田大学図書館特別資料室、造幣博物館、幸福寺が所蔵する資料が「化学技術者の先駆け 宇都宮三郎資料」が化学遺産に認定された。
名古屋市新栄3丁目の名古屋市立中央高等学校敷地内には「宇都宮三郎出生地」の説明看板がある。